# Седлиська
Седлиська або Седліска (словац. Sedliská) — село в Словаччині, Врановському окрузі Пряшівського краю. Розташоване в східній частині Словаччини на Поздішовській височині в долині Ондави.
Уперше згадується у 1323 році.

## Пам'ятки
Над селом розташовані руїни фортеці Чичава (словац. Čičava) з XIII століття, а в селі збереглась садиба в стилі класицизму (близько 1800 року).

### Храми
У селі є греко-католицька церква Покрови Пресвятої Богородиці (1784) в стилі бароко, у 1923 році знищена пожежею, у 1991 знову збудована та римо-католицький костел з кінця XIX століття в стилі неоготики.

## Населення
| Рік:            | 1993 | 2003    | 2013    | 2023     |
| --------------- | ---- | ------- | ------- | -------- |
| Кількість осіб: | 1198 | 1266    | 1366    | 1530     |
| Різниця:        |      | +5,67 % | +7,89 % | +12,00 % |

| Рік:            | 2022 | 2023    |
| --------------- | ---- | ------- |
| Кількість осіб: | 1510 | 1530    |
| Різниця:        |      | +1,32 % |

У селі проживає 1317 осіб.
Національний склад населення (за даними перепису 2001 року):
- словаки — 98,20 %,
- цигани — 0,78 %,
- поляки — 0,16 %,
- українці — 0,16 %.

Склад населення за приналежністю до релігії станом на 2001 рік:
- римо-католики — 65,78 %,
- греко-католики — 29,84 %,
- православні — 0,39 %,
- протестанти — 0,31 %,
- не вважають себе вірянами або не належать до жодної вищезгаданої конфесії — 3,36 %.